# Ciawilor
Ciawilor is een bestuurslaag in het regentschap Kuningan van de provincie West-Java, Indonesië. Ciawilor telt 6636 inwoners (volkstelling 2010).